# Болбелязм однорогий
Болбелязм однорогий (лат. Bolbelasmus unicornis) — жук из семейства Навозники-землерои надсемейства Скарабеоидные.

## Описание
Длина тела достигает 12-15 мм. Тело округлое, выпуклое, почти полукруглое. Окраска блестящая, бурая или красновато-коричневое. На надкрыльях между швом и плечевым бугорком имеются семь точечных бороздок. Самцы на голове имеют небольшой рог. Переднеспинка с 4 большими бугорками. У самок голова с тремя едва заметными затылочными бугорками, переднеспинка без бугорков, только имеется гладкий киль.
Глаза частично разделены щёчными выступами. Средние тазики соприкасающиеся, средние и задние голени с двумя-тремя цельными поперечными килями.

## Ареал вида
Ареал вида включает в себя территорию следующих стран: Англия, Германия, Австрия, Греция, остров Крит, западная, центральная и отчасти восточная Украина. На территории Украины обитает на территории Днепропетровской, Киевской, Черниговской, Винницкой, Черновицкой Львовской, Тернопольской областей.

## Биология
Населяет преимущественно лиственные леса, лесопосадки и лесополосы. Особенности питания и способ размножения не исследованы, возможно, фунгифаг (питается подземными грибами — Hydnocystis arenaria). Точных данных о размножении и развитии вида нет.

## Численность
Очень редкий вид, который встречается единичными экземплярами и спорадически.

## Замечания по охране
Занесён в Красную книгу Украины, как «Уязвимый вид».